# ميغيل روكا
ميغيل روكا (بالإسبانية: Miguel Roca)‏ هو مبارز بالسيف إسباني، ولد في 21 أبريل 1956 في برشلونة في إسبانيا.

## وصلات خارجية
- ميغيل روكا على موقع أوليمبيديا (الإنجليزية)